# BDO AG
BDO AG (bis 2009 BDO Visura) mit Sitz in Zürich ist eine Schweizer Wirtschaftsprüfungs-, Treuhand- und Beratungsgesellschaft. Sie verfügt über 34 Niederlassungen in der Schweiz und erwirtschaftete 2018 mit 1298 Mitarbeitenden einen Umsatz von 211.5 Millionen Schweizer Franken.
Das Unternehmen befindet sich mehrheitlich im Besitz von 95 bei BDO AG als Spezialisten tätigen Partnern. Diese halten 80,5 Prozent der Aktien. Weitere 19,5 Prozent werden durch ihre eigene Vorsorgestiftung gehalten.

## Tätigkeitsgebiet
Das Tätigkeitsgebiet der BDO AG umfasst die Bereiche Wirtschaftsprüfung, Treuhand, Unternehmensberatung sowie Steuer- und Rechtsberatung. Sie hat sich insbesondere auf kleine und mittlere Unternehmen sowie auf öffentliche Verwaltungen und Non-Profit-Organisationen spezialisiert. Als von der Eidgenössischen Bankenkommission anerkannte Prüfgesellschaft übt sie zudem Beratungs- und Prüfungstätigkeiten für Banken, Effektenhändler, Kollektive Kapitalanlagen sowie für Spielbanken aus.

## Geschichte
Das Unternehmen wurde 1932 als Visura Treuhand-Gesellschaft in Zürich gegründet und trat 1992 BDO International bei. Ende 2000 folgte die Umbenennung in BDO Visura und Ende 2009 in BDO AG.

## Standorte
BDO AG betreibt derzeit an 34 Standorten eine Niederlassung.
| Aarau                         | Delémont   | Laufen    | Stans      | Standorte der Niederlassungen |
| Affoltern a. A.               | Frauenfeld | Lausanne  | St. Gallen | Standorte der Niederlassungen |
| Altdorf                       | Freiburg   | Liestal   | Sursee     | Standorte der Niederlassungen |
| Baden                         | Genf       | Lugano    | Wetzikon   | Standorte der Niederlassungen |
| Basel                         | Glarus     | Luzern    | Zug        | Standorte der Niederlassungen |
| Bern                          | Grenchen   | Olten     | Zürich     | Standorte der Niederlassungen |
| Biel                          | Herisau    | Sarnen    |            | Standorte der Niederlassungen |
| Burgdorf                      | Lachen     | Sitten    |            | Standorte der Niederlassungen |
| Chur                          | Langenthal | Solothurn |            |                               |
| BDO AG (Schweiz)              |            |           |            |                               |
| Standorte der Niederlassungen |            |           |            |                               |